# Szlovák Légierő
A Szlovák Légierő (szlovákul: Vzdušné sily Slovenskej republiky) a Szlovák Fegyveres Erők erők egyik haderőneme, amely magában foglalja a légvédelmi fegyvernemet is. Csehszlovákia felbomlása után 1993-ban alakult meg. Négy légibázissal (három repülőtérrel és egy helikopterbázissal) rendelkezik. A Szlovák Légierő a NATO Integrált Légvédelmi Rendszerének (NATINDAS) része. Parancsnoka 2021. január 1-jétől Robert Tóth.

## Története

### Kezdeti lépések
1992 végén felbomlott két önálló államra Csehszlovákia, a két egymástól független Cseh Köztársaságra és Szlovák Köztársaságra. Csehszlovákia felbomlásával a legnehezebb feladat, többek között a haderő szétválasztása volt a két államnak, Csehországnak és Szlovákiának. Nem csak a harci eszközök szétválasztásával volt probléma, hanem új bázisokat is létre kellett hozni. Ez azért is volt probléma, mert Szlovákia területén mindössze egy repülőegység települt, amely MiG-21-eseket üzemeltetett. Így nem csak tömérdek mennyiségű felszerelést kellett átszállítani, hanem meg kellett oldani a személyzet és azok családjainak elszállásolását, illetve a gépeket is át kellett építeni. 1992 végére megtörtént a légierő végleges szétválasztása, és 1993-tól beszélhetünk önálló szlovák légierőről.

### Szétválasztás után
Az új légierőben a hangsúlyt a kiképzés javítására és a harckészültség fokozására fektették. A repülőidőt a korábbi 50 óráról évi 80, 90 órára emelték. Ezután mutatkozott a várt harckészültségi szint javulása. Ehhez kapcsolódik az is, hogy ezután a 40000 repült órára mindössze 1 baleset jutott, mely kifejezetten jó eredmény volt a kilencvenes évek felénél. 5 év után az új légierő pilótái újra éleslövészeteken vettek részt Lengyelországban. A pilóták nagy része angolul is beszél (1990-es években), ami jelentős előnnyel járt az akkor egyre gyakoribb nyugati látogatásokon, és látogatók miatt. Az új légierő gépei számára az új IFF idegen-barát azonosító rendszert kezdték el kidolgozni, ezt úgy tervezték, hogy a NATO csatlakozás után felszerelhessék gépeiket ezzel a technikával. A Szlovák Légierő korszerű légi irányítási rendszerét a LETVIS-t Szlovákián kívül Csehország és Ukrajna is alkalmazta. Kassán hozták létre a Repülési Kutatóintézetet, melynek a feladata, a meglévő berendezések korszerűsítése, továbbfejlesztése.

## Szervezete
A Szlovák Légierő létszáma 3000 fő (2021)
Főparancsnokság – Zólyom
Otto Smik Repülőbázis Szliács
- 1. század F16 Block 70-el rendelkező zászlóalj
- 2. század: kiképzési feladatokat lát el L–39 ZA repülőgépekkel.
- 3. század: Mi–8 S és Mi–17 helikopterekkel rendelkező alegység.

Milan Rastislav Štefánik Légiszállító Ezred – Konyha
Ján Ambruš Repülőbázis – Eperjes
Légvédelmi Rakétadandár – Nyitra
- 1. Légvédelmi Rakétacsoport 2K12 Kub komplexummal – Nyitra
- 2. Légvédelmi Rakétacsoport SZ300 PMU komplexummal – Nyitra
- 3. Légvédelmi Rakétacsoport SZ–125 Nyeva–M komplexummal – Bazin
- 4. Légvédelmi Rakétacsoport 2K12 Kub komplexummal – Rozsnyó

## Fegyverzete

### Repülőgépek
| Típus                                                    | Fénykép     | Származási ország                                                             | Mennyiség (db) | Megjegyzés |
| Repülőgépek                                              | Repülőgépek | Repülőgépek                                                                   |                | |
| -------------------------------------------------------- | ----------- | ----------------------------------------------------------------------------- | -------------- | --- |
| F–16                                                     |             | USA                                                                           | 2              | A teljes rendelt mennyiség 14 db F–16 Block 70-es változat. 2024 januárjáig leszállítva 2 db. |
| L–39 Albatros                                            |             | Csehszlovákia                                                                 | 6              | Ebből 2 db L–39ZAM kiképző és könnyű támadó repülőgép és 4 db L–39CM kiképző és gyakorló repülőgép. A gépeket 1972 és 1989 között gyártották.                                                                    |
| L–410 Turbolet                                           |             | Csehszlovákia                                                                 | 6              | Egy darab L–410UVP–E14 és négy darab L–410UVP–E20 szállító, valamint egy darab L–410FG légi fényképező változat.                                                                                                 |
| C–27J Spartan                                            |             | Olaszország                                                                   | 2              | Az első C–27J Spartan repülőgépet 2017. október 24-én, a másodikat 2017. április 9-én kapta meg a légierő. |
| Helikopterek                                             |             |                                                                               |                | |
| UH–60M Black Hawk                                        |             | USA                                                                           | 9              | 2015-ben rendelték a Mi−17-esek a leváltására. Az első két helikoptert 2017-ben, az utolsó hármat 2020-ban adták át a Szlovák Légierőnek. A helikoptereket az eperjesi 51. helikopteres repülőszázad üzemelteti. |
| Mi–17                                                    |             | Szovjetunió                                                                   | 5              | 2 db Mi–17M szállító és 3 db Mi–17LPZS kutató-mentő változat. A korábban kivont helikopterek egy részét Ukrajnának adományozták.                                                                                 |
| Légvédelmi rakéták                                       |             |                                                                               |                | |

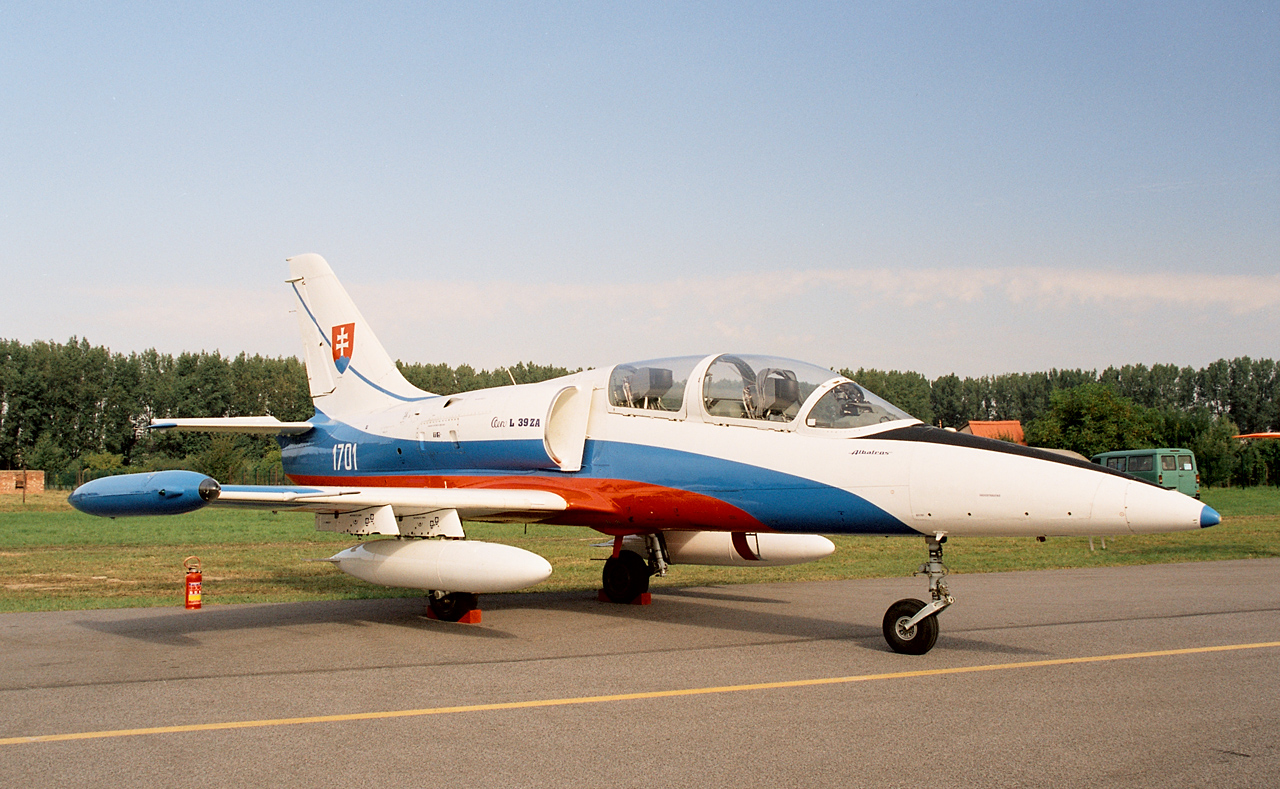
Szlovák L-39 ZO Albatros, a Radom Air Show-n 2005-ben.

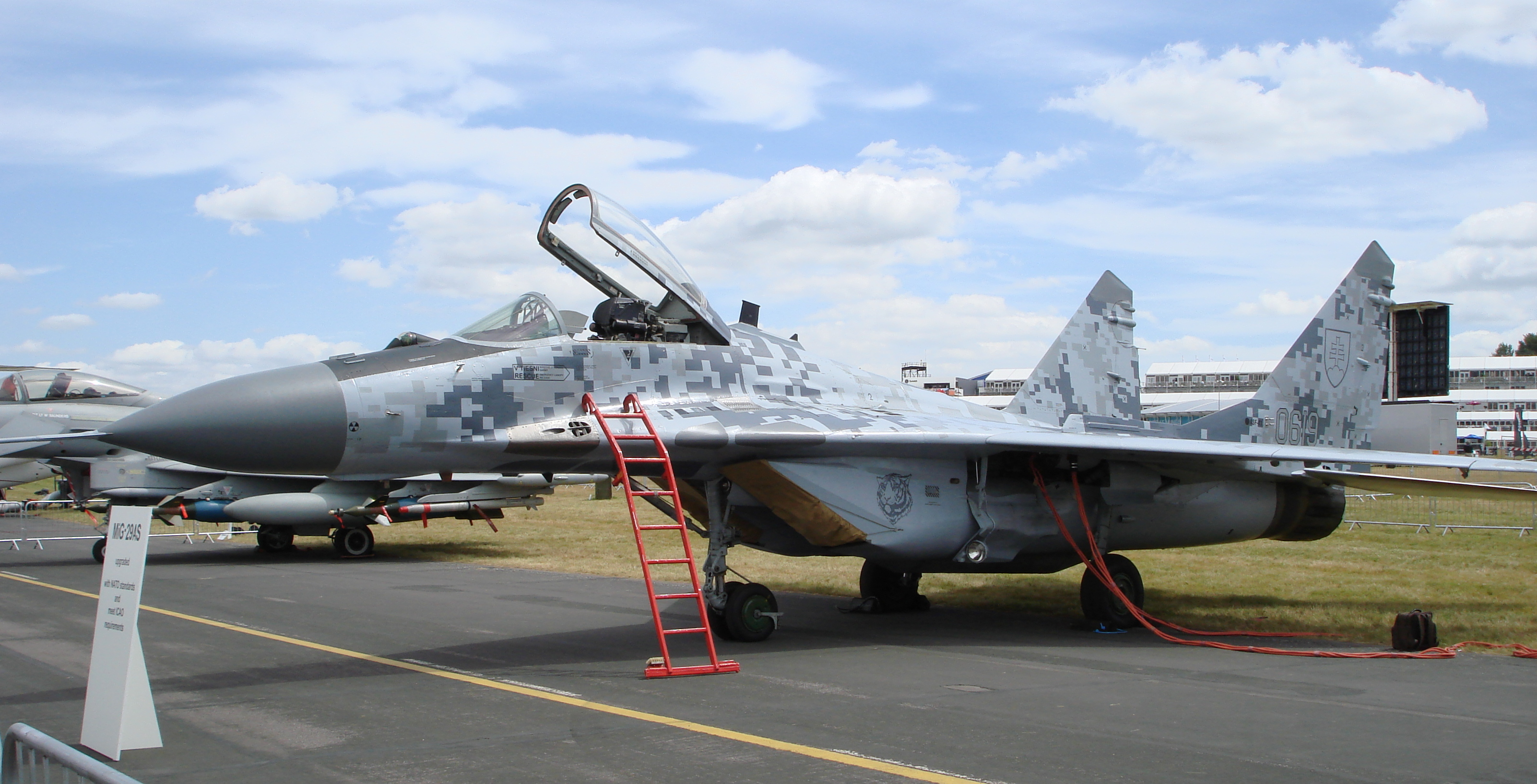
Szlovák MiG–29AS Farnboroughban, az új „digitális” festésmintával

| SZ–300 nagy hatótávolságú légvédelmi rakétarendszer      | 1 üteg      | - SZ-300PMU változat. 2022 áprilisában katonai segélyként áradták Ukrajnának. |                | |
| 2K12 Kub közepes hatótávolságú légvédelmi rakétarendszer | 4 üteg      |                                                                               |                | |